# 生命揸fit人
《生命揸fit人》是一部於1999年出品的香港福音電影，由潘亨利擔任導演，袁文輝監製，以及由黃貫中、朱茵、王喜、黃美芬、陳恩明和林以諾擔任演出。本片榮獲第36屆金馬獎最佳女主角提名及第五屆香港電影金紫荊獎最佳男配角提名。

## 故事簡介
《生命揸Fit人》意即「掌握生命的人」。四名叛逆少年，終日成群結黨，沉迷毒品，以打架、砍人為樂，人生過得沒有目標。面對年少歲月，他們選擇了用生命揮霍青春，藉由毒品暫時忘卻現實的痛苦，但心中仍渴望得到真正的關懷和愛。 少女阿彤（朱茵飾）愛四處遊蕩，與古惑仔阿峰（黃貫中飾）相識相戀，兩人因貪玩而染上毒癮。喪狗（王喜飾）從小在暴力的環境下長大，養成他酷愛打架的個性，希望有朝一日能當上黑社會老大。其女友阿Cat（黃美芬飾）個性歇斯底里又缺乏安全感，自殺對她而言是家常便飯，目的只是要藉此獲得別人的愛和關注。 阿峰與喪狗為籌錢買白粉而結夥犯案，不幸被捕入獄。阿彤帶著身孕淪落街頭，之後被送進戒毒中心。阿峰出獄後仍不改過，因吸毒過量終致半身癱瘓。當四人的生命瀕臨盡頭，是否還有絕地重生的希望？誰能為他們再開啟另一扇門？

## 獎項
| 年份 | 頒獎典禮              | 獎項       | 獲提名 | 結果 |
| ---- | --------------------- | ---------- | ------ | ---- |
| 1999 | 第36屆金馬獎          | 最佳女主角 | 朱茵   | 提名 |
| 2000 | 第5屆香港電影金紫荊獎 | 最佳男配角 | 王喜   | 提名 |

## 外部連結
- 生命揸fit人 - 影音使團 （页面存档备份，存于）